# Platja d'Arnielles
La platja d'Arnielles, o Arnelles es troba en el concejo asturià de Cuaña i pertany a la localitat de Foxos. Forma part de la Costa Occidental d'Astúries, presentant protecció per ser ZEPA i LIC.

## Descripció
La platja té forma de petxina, una longitud d'uns 150 m i una amplària mitjana d'uns 40-45 m i les sorres són de color torrat de gra fi i té en els caps de setmana una assistència massiva, ja que és, juntament amb la de Foxos, l'única platja del concejo que és de sorres fines. El seu entorn és rural i amb un grau d'urbanització mitjà. L'accés per als vianants és d'uns cinc-cents m de longitud però molt complicats i difícils de recórrer.
Els nuclis poblacionals més propers són els de Foxos i Ortiguera. Per accedir a la platja cal fer-ho per un camí d'escales que baixa pel vessant del cap de San Agustín, on està situada una urbanització. Una altra forma d'accedir a la platja és per la carretera que va cap a la platja de Foxos i en arribar a una bifurcació prendre el camí de l'esquerra, ja que la platja de Arnielles està a l'oest de la de Foxos.
A la platja desemboca el rierol de La Ferrería, està equipada amb servei de vigilància, de neteja i disposa d'un aparcament. És una platja molt apta per a tota la família i es recomana als banyistes que visitin el Castro de Cuaña.